# Abedi Pelé
Abedi Ayew, detto Abedi Pelé (Domè, 5 novembre 1964), è un dirigente sportivo, allenatore di calcio ed ex calciatore ghanese, di ruolo centrocampista, campione e vicecampione d'Africa con la nazionale ghanese rispettivamente nel 1982 e 1992.
È ritenuto il più grande calciatore ghanese della storia nonché uno dei calciatori africani più forti di tutti i tempi; come riconoscimento delle sue grandi capacità, gli è stato attribuito il soprannome Pelé, in onore dell'omonimo fuoriclasse brasiliano. Ha vinto il Pallone d'oro africano per tre volte consecutive, dal 1991 al 1993, primato eguagliato tre anni dopo da George Weah e superato successivamente solo da Samuel Eto'o e Yaya Tourè. Il brasiliano Pelé lo ha inoltre inserito nella FIFA 100, la lista dei 125 migliori calciatori viventi, redatta in occasione del centenario della FIFA.
Nel 1992 è stato il primo vincitore del BBC African Footballer of the Year, premio assegnato dalla BBC Radio, e il primo africano a entrare nella top 10 del FIFA World Player of the Year.

## Biografia
Dopo Abedi, anche suo fratello Kwame Ayew intraprese la carriera di calciatore. Allo stesso modo, i suoi figli Abdul Rahim Ayew, André Ayew e Jordan Ayew sono diventati calciatori professionisti.

## Caratteristiche tecniche
Abedi Pelé era un fantasista capace di ricoprire sia il ruolo di trequartista che quello di seconda punta, sapendosi adattare anche a quello di ala sinistra. Dotato di un fisico minuto, disponeva di una buona tecnica individuale che lo favoriva nel controllo di palla. Giocatore agile e veloce, eccelleva anche nel dribbling.

## Carriera

### Giocatore

#### Club

##### Gli inizi
All'età di 12 anni, Abedi intraprese la carriera di calciatore entrando a far parte in patria di una formazione giovanile denominata Great Falcons. All'età di 16 anni debutta invece nel mondo del calcio professionistico esordendo nel 1980 con il Real Tamale. Dopo aver giocato per due stagioni nella squadra ghanese, Abedi Pelè passa al termine della Coppa d'Africa del 1982 all'Al Sadd, squadra che milita nel campionato qatariota, per 1000 dollari. Dopo una sola stagione debutta in Europa con la maglia dello Zurigo, per poi ritornare in Africa vestendo le maglie del Dragons, una squadra militante in Benin, e poi nuovamente nel club ghanese del Real Tamale.

##### L'esperienza in Francia e i successi con l'Olympique Marsiglia

Abedi Pelé (a destra) all'Olympique Marsiglia nel 1991, in pressing sullo jugoslavo Jugović, e aiutato dal compagno di squadra Di Meco, nel corso della finale di Coppa dei Campioni.

In seguito Abedi Pelè si trasferisce in Francia, dove esordisce nella seconda divisione francese con il Niort. Dopo una buona prima stagione conclusa con un 5º posto, il giocatore ghanese passa in estate alla squadra francese del Mulhouse, sempre militante nella seconda divisione, dove gioca fino a dicembre. Dopo appena sei mesi, Abedi viene notato dall'Olympique Marsiglia di Bernard Tapie, che ne acquista il cartellino facendolo debuttare nella prima divisione del campionato francese e a livello internazionale nella Coppa delle Coppe. Dopo aver vinto da comprimario il campionato francese, suo primo titolo a livello nazionale, viene ceduto in prestito biennale al Lille. Anche qui il giocatore ghanese riesce ad esprimersi ad alti livelli, realizzando nella massima divisione del campionato francese 16 reti in 61 presenze.
Dopo l'esperienza in prestito, Abedi Pelé ritorna a Marsiglia da titolare. Alla prima stagione, il ghanese torna a vincere subito con il club il campionato francese arrivando a disputare la finale della Coppa dei Campioni 1990-1991, dove la sua squadra viene però sconfitta ai tiri di rigore dallo Stella Rossa. Nella stagione successiva, l'Olympique si ripete campione di Francia vincendo un secondo campionato nazionale; si ferma invece agli ottavi di finale della Coppa dei Campioni a causa dello Sparta Praga, meritevole di passare il turno per la regola dei gol fuori casa. Nella stagione 1992-1993, il ghanese e la squadra biancazzurra arrivano nuovamente in finale della UEFA Champions League, dove affrontano il blasonato Milan di Fabio Capello, già incontrato ed eliminato due anni prima, nei quarti di finale dell'edizione 1990-1991: contro i pronostici, l'Olympique vince la finale sconfiggendo nuovamente i rossoneri, con Abedi Pelé che si rese decisivo battendo il calcio d'angolo, concesso erroneamente, da cui scaturì il decisivo colpo di testa di Boli.
Oltre al successo a livello internazionale, il giocatore ghanese conquista con il club francese un'ulteriore campionato, il quale viene però successivamente revocato a causa dello scandalo combine in cui il club marsigliese rimane coinvolto. Con l'Olympique retrocesso a tavolino, Abedi Pelé decide di rimanere in Francia militando tra le file del Lione. Tuttavia, con il nuovo club vive una stagione sottotono, nella quale totalizza appena 3 gol in 29 presenze.

##### I trasferimenti al Torino, al Monaco e all'Al-Ain

Abedi Pelé in azione al Torino nella stagione 1994-1995

Dopo una sola stagione con il Lione, Abedi lascia dunque la Francia nel 1994 per trasferirsi in Serie A al Torino di Gianmarco Calleri. Con il club granata, di cui va a vestire la maglia numero dieci, ha l'opportunità, grazie al procuratore monegasco Giorgio Rea, noto alle cronache per la lunga campagna mediatica sulla tolleranza nel mondo sportivo del 1995 condotta assieme a un giovane Alberto Malesani, di farsi conoscere anche dal calcio nostrano, disputando in totale due stagioni. Durante la prima stagione, sotto la guida di Nedo Sonetti, il ghanese torna a giocare ad alti livelli integrandosi molto bene in un attacco formato da Ruggiero Rizzitelli e Andrea Silenzi: segna così alla prima stagione 10 reti in 32 presenze nel massimo campionato italiano, tra cui figurano tre doppiette ai danni del Brescia, del Cagliari e della Reggiana; inoltre, con Abedi regolarmente in campo il Torino torna trionfante anche nella stracittadina, battendo 3-2 la Juventus. La seconda stagione tra le file dei granata, condizionata dall'assenza del giocatore ghanese per via della Coppa d'Africa 1996, si rivela invece deludente e culmina con la retrocessione del Torino, a sette anni dalla precedente, proprio nel ventennale dell'unico scudetto del dopo Superga.
In seguito all'esperienza italiana, il calciatore si trasferì nel Monaco 1860. Dopo due stagioni sottotono, Abedi Pelè si trasferisce negli Emirati Arabi Uniti accasandosi all'Al Ain. Con la squadra asiatica segna complessivamente 28 gol in 31 presenze, rivelandosi fra i migliori stranieri della Lega e vincendo a livello nazionale due trofei, ovvero il Campionato emiratino e la Coppa del Presidente. Nel 2000, all'età di 35 anni, decide infine di ritirarsi dal calcio giocato.

#### Nazionale
Abedi Pelé viene convocato la prima volta dalla nazionale di calcio ghanese non ancora maggiorenne all'età di soli 17 anni, in vista della Coppa d'Africa del 1982. Al termine della manifestazione, il Ghana vince il suo quarto titolo continentale, nonché il primo in assoluto per Abedi.
Dieci anni più tardi, nel 1992, il giocatore ghanese si avvicina da capitano a vincere la sua seconda Coppa d'Africa della carriera, trascinando la sua nazionale in finale contro la Costa d'Avorio. Tuttavia Abedi Pelè viene impossibilitato a giocare la partita decisiva a causa di una squalifica e il Ghana viene sconfitto ai tiri di rigore. Vista la sua grande prestazione, Abedi viene comunque votato come il migliore giocatore del torneo.
Dopo essere stato convocato ininterrottamente per più di un decennio e aver indossato per 6 anni, dal 1992 al 1998, la fascia da capitano della squadra, conclude l'esperienza in nazionale con 73 presenze e 19 gol all'attivo.

### Dopo il ritiro
Dopo essersi ritirato è tornato in Ghana dove ha aperto una scuola calcio e fondato un club, il Nania FC. Nel 2007 viene condannato a un anno di squalifica: l'accusa è quella di aver comprato una partita a favore del suo Nania FC per la promozione nella massima divisione ghanese.
È stato uno dei testimonial di Sudafrica 2010.

## Statistiche

### Presenze e reti nei club
Statistiche al termine della carriera da calciatore.
| Stagione                  | Squadra                   | Campionato                | Campionato | Campionato | Coppe nazionali | Coppe nazionali | Coppe nazionali | Coppe continentali | Coppe continentali | Coppe continentali | Altre coppe | Altre coppe | Altre coppe | Totale | Totale |
| Stagione                  | Squadra                   | Comp                      | Pres       | Reti       | Comp            | Pres            | Reti            | Comp               | Pres               | Reti               | Comp        | Pres        | Reti        | Pres   | Reti   |
| ------------------------- | ------------------------- | ------------------------- | ---------- | ---------- | --------------- | --------------- | --------------- | ------------------ | ------------------ | ------------------ | ----------- | ----------- | ----------- | ------ | ------ |
| 1980                      | Real Tamale United        | PL                        | 11         | 0          | -               | -               | -               | -                  | -                  | -                  | -           | -           | -           | 11     | 0      |
| 1981                      | Real Tamale United        | PL                        | 12         | 7          | CG              | ?               | ?               | -                  | -                  | -                  | -           | -           | -           | 12+    | 7+     |
| 1982                      | Real Tamale United        | PL                        | 23         | 14         | CG              | ?               | ?               | -                  | -                  | -                  | -           | -           | -           | 23+    | 14+    |
| 1982-1983                 | Al-Sadd                   | SL                        | 8          | 7          | CQ              | ?               | ?               | -                  | -                  | -                  | -           | -           | -           | 8+     | 7+     |
| 1983-apr. 1984            | Zurigo                    | A                         | 18         | 9          | CS              | ?               | ?               | CU                 | 0                  | 0                  | -           | -           | -           | 18+    | 9+     |
| apr.-dic. 1984            | Dragons de l'Ouémé        | PD                        | 8          | 11         | CB              | ?               | ?               | CC                 | ?                  | ?                  | -           | -           | -           | 8+     | 11+    |
| 1985                      | Real Tamale United        | PL                        | 19         | 7          | CG              | ?               | ?               | -                  | -                  | -                  | -           | -           | -           | 19+    | 7+     |
| Totale Real Tamale United | Totale Real Tamale United | Totale Real Tamale United | 65         | 28         |                 | ?               | ?               |                    | -                  | -                  |             | -           | -           | 65+    | 28+    |
| 1986-1987                 | Niort                     | D2                        | 32         | 14         | CF              | 0               | 0               | -                  | -                  | -                  | -           | -           | -           | 32     | 14     |
| lug.-dic. 1987            | Mulhouse                  | D2                        | 16         | 5          | CF              | 0               | 0               | -                  | -                  | -                  | -           | -           | -           | 16     | 5      |
| gen.-giu. 1988            | Olympique Marsiglia       | D1                        | 5          | 0          | CF              | -               | -               | CdC                | 4                  | 0                  | -           | -           | -           | 9      | 0      |
| lug.-set. 1988            | Olympique Marsiglia       | D1                        | 4          | 0          | CF              | 0               | 0               | -                  | -                  | -                  | -           | -           | -           | 4      | 0      |
| set. 1988-1989            | Lilla                     | D1                        | 24         | 7          | CF              | 0               | 0               | -                  | -                  | -                  | -           | -           | -           | 24     | 7      |
| 1989-1990                 | Lilla                     | D1                        | 37         | 9          | CF              | 0               | 0               | -                  | -                  | -                  | -           | -           | -           | 37     | 9      |
| Totale Lilla              | Totale Lilla              | Totale Lilla              | 61         | 16         |                 | 0               | 0               |                    | -                  | -                  |             | -           | -           | 61     | 16     |
| 1990-1991                 | Olympique Marsiglia       | D1                        | 32         | 5          | CF              | 3               | 0               | CC                 | 8                  | 2                  | -           | -           | -           | 43     | 7      |
| 1991-1992                 | Olympique Marsiglia       | D1                        | 36         | 12         | CF              | 4               | 1               | CC                 | 3                  | 1                  | -           | -           | -           | 43     | 14     |
| 1992-1993                 | Olympique Marsiglia       | D1                        | 35         | 6          | CF              | 2               | 0               | UCL                | 11                 | 3                  | -           | -           | -           | 48     | 9      |
| Totale O. Marsiglia       | Totale O. Marsiglia       | Totale O. Marsiglia       | 112        | 23         |                 | 9               | 1               |                    | 26                 | 6                  |             | -           | -           | 147    | 30     |
| 1993-1994                 | Olympique Lione           | D1                        | 29         | 3          | CF              | 0               | 0               | -                  | -                  | -                  | -           | -           | -           | 29     | 3      |
| 1994-1995                 | Torino                    | A                         | 32         | 10         | CI              | 4               | 0               | -                  | -                  | -                  | -           | -           | -           | 36     | 10     |
| 1995-1996                 | Torino                    | A                         | 17         | 3          | CI              | 1               | 0               | -                  | -                  | -                  | -           | -           | -           | 18     | 3      |
| Totale Torino             | Totale Torino             | Totale Torino             | 49         | 13         |                 | 5               | 0               |                    | -                  | -                  |             | -           | -           | 54     | 13     |
| 1996-1997                 | Monaco 1860               | BL                        | 25         | 1          | CG              | 1               | 0               | -                  | -                  | -                  | -           | -           | -           | 26     | 1      |
| 1997-1998                 | Monaco 1860               | BL                        | 25         | 1          | CG              | 2               | 1               | CU                 | 4                  | 1                  | -           | -           | -           | 31     | 3      |
| Totale Monaco 1860        | Totale Monaco 1860        | Totale Monaco 1860        | 50         | 2          |                 | 3               | 1               |                    | 4                  | 1                  |             | -           | -           | 57     | 4      |
| 1998-1999                 | Al-Ain                    | FL                        | 20         | 17         | CEAU            | ?               | ?               | CAC                | ?                  | ?                  | -           | -           | -           | ?      | ?      |
| 1999-2000                 | Al-Ain                    | FL                        | 11         | 11         | CEAU            | ?               | ?               | CdC                | ?                  | ?                  | -           | -           | -           | ?      | ?      |
| Totale Al-Ain             | Totale Al-Ain             | Totale Al-Ain             | 31         | 28         |                 | ?               | ?               |                    | ?                  | ?                  |             | -           | -           | 31+    | 28+    |
| Totale carriera           | Totale carriera           | Totale carriera           | 479        | 159        |                 | 17+             | 2+              |                    | 30+                | 7+                 |             | -           | -           | 526+   | 168+   |

### Cronologia presenze e reti in Nazionale
| Cronologia completa delle presenze e delle reti in nazionale ― Ghana | Cronologia completa delle presenze e delle reti in nazionale ― Ghana | Cronologia completa delle presenze e delle reti in nazionale ― Ghana | Cronologia completa delle presenze e delle reti in nazionale ― Ghana | Cronologia completa delle presenze e delle reti in nazionale ― Ghana | Cronologia completa delle presenze e delle reti in nazionale ― Ghana | Cronologia completa delle presenze e delle reti in nazionale ― Ghana | Cronologia completa delle presenze e delle reti in nazionale ― Ghana |
| Data                                                                 | Città                                                                | In casa                                                              | Risultato                                                            | Ospiti                                                               | Competizione                                                         | Reti                                                                 | Note                                                                 |
| -------------------------------------------------------------------- | -------------------------------------------------------------------- | -------------------------------------------------------------------- | -------------------------------------------------------------------- | -------------------------------------------------------------------- | -------------------------------------------------------------------- | -------------------------------------------------------------------- | -------------------------------------------------------------------- |
| 2-8-1981                                                             | Kinshasa                                                             | Zaire                                                                | 1 – 2                                                                | Ghana                                                                | Qual. Coppa d'Africa 1982                                            | -                                                                    |                                                                      |
| 13-2-1982                                                            | Cotonou                                                              | Benin                                                                | 0 – 4                                                                | Ghana                                                                | West Africa Cup 1982 - 1º turno                                      | -                                                                    |                                                                      |
| 15-2-1982                                                            | Cotonou                                                              | Ghana                                                                | 5 – 5                                                                | Costa d'Avorio                                                       | West Africa Cup 1982 - 1º turno                                      | -                                                                    |                                                                      |
| 17-2-1982                                                            | Cotonou                                                              | Ghana                                                                | 2 – 2                                                                | Niger                                                                | West Africa Cup 1982 - 1º turno                                      | 1                                                                    |                                                                      |
| 19-2-1982                                                            | Cotonou                                                              | Ghana                                                                | 1 – 0                                                                | Alto Volta                                                           | West Africa Cup 1982 - Semifinale                                    | -                                                                    |                                                                      |
| 23-2-1982                                                            | Cotonou                                                              | Togo                                                                 | 1 – 2                                                                | Ghana                                                                | West Africa Cup 1982 - Finale                                        | -                                                                    |                                                                      |
| 5-3-1982                                                             | Tripoli                                                              | Libia                                                                | 2 – 2                                                                | Ghana                                                                | Coppa d'Africa 1982 - 1º turno                                       | -                                                                    |                                                                      |
| 9-3-1982                                                             | Tripoli                                                              | Camerun                                                              | 0 – 0                                                                | Ghana                                                                | Coppa d'Africa 1982 - 1º turno                                       | -                                                                    |                                                                      |
| 12-3-1982                                                            | Tripoli                                                              | Ghana                                                                | 1 – 0                                                                | Tunisia                                                              | Coppa d'Africa 1982 - 1º turno                                       | -                                                                    |                                                                      |
| 19-3-1982                                                            | Tripoli                                                              | Ghana                                                                | 1 – 1 dts (7 – 6 dtr)                                                | Libia                                                                | Coppa d'Africa 1982 - Finale                                         | -                                                                    |                                                                      |
| 4-5-1982                                                             | Yaoundé                                                              | Ghana                                                                | 0 – 0                                                                | Senegal                                                              | Amichevole                                                           | -                                                                    |                                                                      |
| 5-5-1982                                                             | Yaoundé                                                              | Camerun                                                              | 0 – 0                                                                | Ghana                                                                | Amichevole                                                           | -                                                                    |                                                                      |
| 7-5-1982                                                             | Yaoundé                                                              | Ghana                                                                | 0 – 0                                                                | Guinea                                                               | Amichevole                                                           | -                                                                    |                                                                      |
| 7-8-1982                                                             | Kuala Lumpur                                                         | Ghana                                                                | 3 – 0                                                                | Singapore                                                            | Pestabola Merdeka 1982 - 1º turno                                    | 1                                                                    |                                                                      |
| 9-8-1982                                                             | Kuala Lumpur                                                         | India                                                                | 0 – 1                                                                | Ghana                                                                | Pestabola Merdeka 1982 - 1º turno                                    | -                                                                    |                                                                      |
| 11-8-1982                                                            | Kelantan                                                             | Ghana                                                                | 4 – 1                                                                | Thailandia                                                           | Pestabola Merdeka 1982 - 1º turno                                    | -                                                                    |                                                                      |
| 17-8-1982                                                            | Kuala Lumpur                                                         | Ghana                                                                | 1 – 0                                                                | Corea del Sud B                                                      | Pestabola Merdeka 1982 - 2º turno                                    | 1                                                                    |                                                                      |
| 20-8-1982                                                            | Kuala Lumpur                                                         | Ghana                                                                | 2 – 2                                                                | Senegal                                                              | Pestabola Merdeka 1982 - 2º turno                                    | -                                                                    |                                                                      |
| 28-4-1983                                                            | Addis Abeba                                                          | Ghana                                                                | 1 – 0                                                                | Libia                                                                | Amichevole                                                           | 1                                                                    |                                                                      |
| 1-5-1983                                                             | Addis Abeba                                                          | Ghana                                                                | 1 – 0                                                                | Nigeria                                                              | Amichevole                                                           | -                                                                    |                                                                      |
| 27-9-1983                                                            | Abidjan                                                              | Ghana                                                                | 1 – 1                                                                | Togo                                                                 | West Africa Cup 1983 - 1º turno                                      | -                                                                    |                                                                      |
| 28-9-1983                                                            | Abidjan                                                              | Ghana                                                                | 1 – 0                                                                | Liberia                                                              | West Africa Cup 1983 - 1º turno                                      | -                                                                    |                                                                      |
| 30-9-1983                                                            | Abidjan                                                              | Ghana                                                                | 2 – 0                                                                | Costa d'Avorio                                                       | West Africa Cup 1983 - 1º turno                                      | -                                                                    |                                                                      |
| 2-10-1983                                                            | Abidjan                                                              | Togo                                                                 | 1 – 3                                                                | Ghana                                                                | West Africa Cup 1983 - Finale                                        | -                                                                    |                                                                      |
| 7-4-1985                                                             | Abidjan                                                              | Costa d'Avorio                                                       | 0 – 0                                                                | Ghana                                                                | Qual. Mondiali 1986                                                  | -                                                                    |                                                                      |
| 14-4-1985                                                            | Conakry                                                              | Guinea                                                               | 1 – 4                                                                | Ghana                                                                | Qual. Coppa d'Africa 1986                                            | 1                                                                    |                                                                      |
| 21-4-1985                                                            | Kumasi                                                               | Ghana                                                                | 2 – 0                                                                | Costa d'Avorio                                                       | Qual. Mondiali 1986                                                  | -                                                                    |                                                                      |
| 2-6-1985                                                             | Seoul                                                                | Canada                                                               | 2 – 1                                                                | Ghana                                                                | Amichevole                                                           | 1                                                                    |                                                                      |
| 14-7-1985                                                            | Accra                                                                | Ghana                                                                | 0 – 0                                                                | Libia                                                                | Qual. Mondiali 1986                                                  | -                                                                    |                                                                      |
| 26-7-1985                                                            | Ben Gascir                                                           | Libia                                                                | 2 – 0                                                                | Ghana                                                                | Qual. Mondiali 1986                                                  | -                                                                    |                                                                      |
| 18-8-1985                                                            | Abidjan                                                              | Costa d'Avorio                                                       | 2 – 0                                                                | Ghana                                                                | Qual. Coppa d'Africa 1986                                            | -                                                                    |                                                                      |
| 1-9-1985                                                             | Kumasi                                                               | Ghana                                                                | 0 – 0                                                                | Costa d'Avorio                                                       | Qual. Coppa d'Africa 1986                                            | -                                                                    |                                                                      |
| 20-2-1986                                                            | Teheran                                                              | Iran                                                                 | 2 – 0                                                                | Ghana                                                                | Amichevole                                                           | -                                                                    |                                                                      |
| 23-2-1986                                                            | Accra                                                                | Ghana                                                                | 2 – 0                                                                | Niger                                                                | West Africa Cup 1986 - 1º turno                                      | -                                                                    |                                                                      |
| 25-2-1986                                                            | Accra                                                                | Ghana                                                                | 2 – 2                                                                | Togo                                                                 | West Africa Cup 1986 - 1º turno                                      | -                                                                    |                                                                      |
| 26-2-1986                                                            | Accra                                                                | Ghana                                                                | 3 – 0                                                                | Liberia                                                              | West Africa Cup 1986 - 1º turno                                      | 1                                                                    |                                                                      |
| 1-3-1986                                                             | Accra                                                                | Ghana                                                                | 2 – 0                                                                | Burkina Faso                                                         | West Africa Cup 1986 - Semifinale                                    | -                                                                    |                                                                      |
| 2-3-1986                                                             | Accra                                                                | Ghana                                                                | 1 – 0                                                                | Togo                                                                 | West Africa Cup 1986 - Finale                                        | 1                                                                    |                                                                      |
| 11-4-1987                                                            | Freetown                                                             | Sierra Leone                                                         | 0 – 0                                                                | Ghana                                                                | Qual. Coppa d'Africa 1988                                            | -                                                                    |                                                                      |
| 19-4-1987                                                            | Accra                                                                | Ghana                                                                | 1 – 1                                                                | Costa d'Avorio                                                       | Amichevole                                                           | -                                                                    |                                                                      |
| 21-8-1988                                                            | Monrovia                                                             | Liberia                                                              | 2 – 0                                                                | Ghana                                                                | Qual. Mondiali 1990                                                  | -                                                                    |                                                                      |
| 1-9-1990                                                             | Kumasi                                                               | Ghana                                                                | 1 – 0                                                                | Nigeria                                                              | Qual. Coppa d'Africa 1992                                            | -                                                                    |                                                                      |
| 14-10-1990                                                           | Kumasi                                                               | Ghana                                                                | 2 – 0                                                                | Burkina Faso                                                         | Qual. Coppa d'Africa 1992                                            | -                                                                    |                                                                      |
| 15-1-1992                                                            | Ziguinchor                                                           | Ghana                                                                | 1 – 0                                                                | Zambia                                                               | Coppa d'Africa 1992 - 1º turno                                       | 1                                                                    |                                                                      |
| 17-1-1992                                                            | Ziguinchor                                                           | Ghana                                                                | 1 – 0                                                                | Egitto                                                               | Coppa d'Africa 1992 - 1º turno                                       | -                                                                    |                                                                      |
| 20-1-1992                                                            | Dakar                                                                | Ghana                                                                | 2 – 1                                                                | Congo-Brazzaville                                                    | Coppa d'Africa 1992 - Quarti di finale                               | 1                                                                    |                                                                      |
| 23-1-1992                                                            | Dakar                                                                | Nigeria                                                              | 1 – 2                                                                | Ghana                                                                | Coppa d'Africa 1992 - Semifinale                                     | 1                                                                    |                                                                      |
| 30-8-1992                                                            | Accra                                                                | Ghana                                                                | 3 – 0                                                                | Burkina Faso                                                         | Qual. Coppa d'Africa 1994                                            | -                                                                    |                                                                      |
| 20-12-1992                                                           | Accra                                                                | Ghana                                                                | 2 – 0                                                                | Algeria                                                              | Qual. Mondiali 1994                                                  | -                                                                    |                                                                      |
| 1-1-1993                                                             | Libreville                                                           | Mali                                                                 | 1 – 1 (4 – 2 dtr)                                                    | Ghana                                                                | Amichevole                                                           | -                                                                    |                                                                      |
| 31-1-1993                                                            | Kumasi                                                               | Ghana                                                                | 1 – 0                                                                | Burundi                                                              | Qual. Mondiali 1994                                                  | 1                                                                    |                                                                      |
| 26-2-1993                                                            | Tlemcen                                                              | Algeria                                                              | 2 – 1                                                                | Ghana                                                                | Qual. Mondiali 1994                                                  | -                                                                    |                                                                      |
| 14-4-1993                                                            | Bochum                                                               | Germania                                                             | 6 – 1                                                                | Ghana                                                                | Amichevole                                                           | -                                                                    |                                                                      |
| 25-7-1993                                                            | Monrovia                                                             | Liberia                                                              | 0 – 2                                                                | Ghana                                                                | Qual. Mondiali 1994                                                  | 1                                                                    |                                                                      |
| 27-3-1994                                                            | Susa                                                                 | Ghana                                                                | 1 – 0                                                                | Guinea                                                               | Coppa d'Africa 1994 - 1º turno                                       | -                                                                    |                                                                      |
| 31-3-1994                                                            | Susa                                                                 | Ghana                                                                | 1 – 0                                                                | Senegal                                                              | Coppa d'Africa 1994 - 1º turno                                       | -                                                                    |                                                                      |
| 3-4-1994                                                             | Susa                                                                 | Ghana                                                                | 1 – 2                                                                | Costa d'Avorio                                                       | Coppa d'Africa 1994 - Quarti di finale                               | -                                                                    |                                                                      |
| 26-11-1994                                                           | Pretoria                                                             | Sudafrica                                                            | 2 – 1                                                                | Ghana                                                                | Amichevole                                                           | -                                                                    |                                                                      |
| 23-4-1995                                                            | Accra                                                                | Ghana                                                                | 1 – 0                                                                | Nigeria                                                              | Qual. Coppa d'Africa 1996                                            | -                                                                    |                                                                      |
| 25-5-1995                                                            | Oslo                                                                 | Norvegia                                                             | 3 – 2                                                                | Ghana                                                                | Amichevole                                                           | 2                                                                    |                                                                      |
| 12-11-1995                                                           | Accra                                                                | Ghana                                                                | 2 – 0                                                                | Sierra Leone                                                         | Amichevole                                                           | 1                                                                    |                                                                      |
| 5-1-1996                                                             | Gedda                                                                | Arabia Saudita                                                       | 1 – 1                                                                | Ghana                                                                | Amichevole                                                           | 1                                                                    |                                                                      |
| 14-1-1996                                                            | Port Elizabeth                                                       | Ghana                                                                | 2 – 0                                                                | Costa d'Avorio                                                       | Coppa d'Africa 1996 - 1º turno                                       | 1                                                                    |                                                                      |
| 19-1-1996                                                            | Port Elizabeth                                                       | Ghana                                                                | 2 – 1                                                                | Tunisia                                                              | Coppa d'Africa 1996 - 1º turno                                       | 1                                                                    |                                                                      |
| 25-1-1996                                                            | Bloemfontein                                                         | Ghana                                                                | 2 – 0                                                                | Mozambico                                                            | Coppa d'Africa 1996 - 1º turno                                       | -                                                                    |                                                                      |
| 28-1-1996                                                            | Johannesburg                                                         | Ghana                                                                | 1 – 0                                                                | Zaire                                                                | Coppa d'Africa 1996 - Quarti di finale                               | -                                                                    |                                                                      |
| 10-11-1996                                                           | Libreville                                                           | Gabon                                                                | 1 – 1                                                                | Ghana                                                                | Qual. Mondiali 1998                                                  | 1                                                                    |                                                                      |
| 6-1-1997                                                             | Lomé                                                                 | Togo                                                                 | 4 – 0                                                                | Ghana                                                                | Amichevole                                                           | -                                                                    |                                                                      |
| 12-1-1997                                                            | Kumasi                                                               | Ghana                                                                | 2 – 2                                                                | Marocco                                                              | Qual. Mondiali 1998                                                  | -                                                                    |                                                                      |
| 26-1-1997                                                            | Harare                                                               | Zimbabwe                                                             | 0 – 0                                                                | Ghana                                                                | Qual. Coppa d'Africa 1998                                            | -                                                                    |                                                                      |
| 5-4-1997                                                             | Freetown                                                             | Sierra Leone                                                         | 1 – 1                                                                | Ghana                                                                | Qual. Mondiali 1998                                                  | -                                                                    |                                                                      |
| 27-4-1997                                                            | Accra                                                                | Ghana                                                                | 3 – 1                                                                | Gabon                                                                | Qual. Mondiali 1998                                                  | -                                                                    |                                                                      |
| 7-6-1997                                                             | Casablanca                                                           | Marocco                                                              | 1 – 0                                                                | Ghana                                                                | Qual. Mondiali 1998                                                  | -                                                                    |                                                                      |
| 12-6-1997                                                            | Seoul                                                                | Ghana                                                                | 1 – 3                                                                | Jugoslavia                                                           | Amichevole                                                           | -                                                                    | Ingresso                                                             |
| 13-7-1997                                                            | Accra                                                                | Ghana                                                                | 2 – 1                                                                | Zimbabwe                                                             | Qual. Mondiali 1998                                                  | 1                                                                    |                                                                      |
| 9-2-1998                                                             | Ouagadougou                                                          | Ghana                                                                | 2 – 0                                                                | Tunisia                                                              | Coppa d'Africa 1998 - 1º turno                                       | -                                                                    |                                                                      |
| 12-2-1998                                                            | Ouagadougou                                                          | Togo                                                                 | 2 – 1                                                                | Ghana                                                                | Coppa d'Africa 1998 - 1º turno                                       | -                                                                    |                                                                      |
| 16-2-1998                                                            | Ouagadougou                                                          | RD del Congo                                                         | 1 – 0                                                                | Ghana                                                                | Coppa d'Africa 1998 - 1º turno                                       | -                                                                    |                                                                      |
| Totale                                                               |                                                                      | Presenze (10º posto)                                                 | 78                                                                   |                                                                      | Reti (7º posto)                                                      | 21                                                                   |                                                                      |

## Palmarès

### Giocatore

#### Club

##### Competizioni nazionali
- Campionato francese: 3

Olympique Marsiglia: 1988-1989, 1990-1991, 1991-1992
- Campionato francese: 1 (revocato)

Olympique Marsiglia: 1992-1993
- Coppa del Presidente degli Emirati Arabi Uniti: 1

Al-Ain: 1998-99
- Campionato emiratino: 1

Al-Ain: 1999-2000

##### Competizioni internazionali
- UEFA Champions League: 1

Olympique Marsiglia: 1992-1993

#### Nazionale
- Coppa d'Africa: 1

Libia 1982

#### Individuale
- Calciatore africano dell'anno: 3

1991, 1992, 1993
- Calciatore ghanese dell'anno: 1

1993
- BBC African Footballer of the Year: 1

1992
- Inserito nel FIFA 100

2004
- Inserito nelle "Leggende del Calcio" del Golden Foot

2011